# Albert Herceg Díj
Az Albert Herceg Díj alapítására az Albertfalvi Keresztény Társas Kör 1996. évi közgyűlésén Kiss Gábor elnök tett javaslatot. A közgyűlés a felvetést egyhangúlag elfogadta. Az alapító okirat szerint a díj olyan személynek adományozható, akinek munkássága Albertfalvához vagy az Albertfalvi Egyházközséghez kötődik, legyen az közéleti, helytörténeti vagy művészeti tevékenység. Továbbá az alapító okiratban szerepel, hogy az „Albertfalvi Keresztény Társas Kör évenként olyan személynek adományozhatja az Albertfalva alapítójáról és névadójáról, Albert Kázmér hercegről elnevezett díjat, aki hazánkban és szűkebb otthonunkban, Albertfalván kiemelkedően képviselik a keresztény értékeket, elkötelezettek nemzetünk iránt.”
A díjazott díszoklevelet kap és Madaras Balázs által készített bronz emlékérmet. Az emlékérmet Albert Kázmér Herceg arcképe díszíti. Első alkalommal, az alapítás után egy évvel, 1997-ben húsvétvasárnap adták át a díjat dr. Verbényi István albertfalvi plébánosnak. A következő években a díj ünnepélyes keretek között Albertfalva búcsúján, Szent Mihály-napon kerül átadásra.

## Az Albert Herceg Díj kitüntetettjei
- 1997: Dr. Verbényi István, protonotárius kanonok, plébános
- 1998: Beleznay Andor, általános iskolai igazgató, múzeumigazgató
- 1999: Mayer Magdolna, Congregatio Jesu nővér tartományfőnök
- 2000: Rácz István, vasúttechnikus
- 2001: Virt László, szociológus
- 2002: Fehérvári Borbála, nyugdíjas
- 2002: Keglevich István, katolikus lelkész (posztumusz)
- 2003: Dr. Bató András, szervezőmérnök
- 2004: Dr. Molnár Árpád, háziorvos
- 2005: Kocsisné Koloszár Judit, könyvtáros
- 2006: Büki Györgyné, tanítónő
- 2007: Dr. Takács Nándor, megyéspüspök
- 2008: Búza Barna, szobrászművész
- 2009: Kada Lajos, érsek (posztumusz)
- 2010: Csernus Gáspár, távközlési mérnök
- 2011: Kiss Gábor, nyelvész, igazgató-főszerkesztő
- 2012: Apainé Dr. Csepeli Erzsébet, tanárnő
- 2013: Dr. Máté Róbert, főorvos
- 2014: Hollai Antal, plébános (posztumusz)
- 2015: Kocsis István, gépészmérnök
- 2016: Dr. Kesselyák Péter, fizikus
- 2017: Simor Ágnes, tanítónő
- 2018: Kellner Dénesné, gimnáziumi tanár
- 2019: Sümegh László, gimnáziumi igazgató
- 2020: Madaras Gábor, közgazdász
- 2021: Petrekovich Perjés András, miniszteri főtanácsos
- 2022: ?
- 2023: Ágh József
- 2024: Murányi Katalin